# オマハ市長
オマハ市長（英: Mayor of Omaha）は、アメリカ合衆国ネブラスカ州オマハ市の首長（市長）である。

## 一覧
| 氏名                                                     | 就任          | 退任                   |
| -------------------------------------------------------- | ------------- | ---------------------- |
| ジェシー・ロー                                           | 1857年        | 1858年                 |
| アンドルー・ジャクソン・ポップリトン                     | 1858年        | 1858年（辞任）         |
| ジョージ・ロバート・アームストロング（暫定市長）         | 1858年        | 1859年                 |
| デイヴィッド・ダグラス・ベルデン                         | 1859年        | 1860年                 |
| クリントン・ブリッグス                                   | 1860年        | 1861年                 |
| ジョージ・ロバート・アームストロング                     | 1861年        | 1862年（辞任）         |
| ベンジャミン・イーライ・バーネット・ケネディ（暫定市長） | 1862年        | 1864年                 |
| アディソン・R・ギルモア                                  | 1864年        | 1865年                 |
| ロリン・ミラー                                           | 1865年        | 1867年                 |
| チャールズ・H・ブラウン                                  | 1867年        | 1868年                 |
| ジョージ・M・ロバーツ                                    | 1868年        | 1869年                 |
| エズラ・ミラード                                         | 1869年        | 1871年                 |
| スミス・サミュエル・コールドウェル                       | 1871年        | 1872年                 |
| ジョセフ・ホプキンス・ミラード                           | 1872年        | 1873年                 |
| ウィリアム・M・ブリューワー                              | 1873年        | 1874年（辞任）         |
| ジェームス・S・ギブソン（代理）                          | 1874年        | 1874年                 |
| チャンピオン・S・チェイス                                | 1874年        | 1877年                 |
| ルーベン・H・ウィルバー                                  | 1877年        | 1879年                 |
| チャンピオン・S・チェイス                                | 1879年        | 1881年                 |
| ジェームズ・E・ボイド                                    | 1881年        | 1883年                 |
| チャンピオン・S・チェイス                                | 1883年        | 1884年（解任）         |
| パトリック・F・マーフィー（代理）                        | 1884年        | 1885年                 |
| ジェームズ・E・ボイド                                    | 1885年        | 1887年                 |
| ウィリアム・J・ブローチ                                  | 1887年        | 1890年                 |
| リチャード・C・カッシング                                | 1890年        | 1892年                 |
| ジョージ・ピカリング・ビーミス                           | 1892年        | 1896年                 |
| ウィリアム・J・ブローチ                                  | 1896年        | 1897年                 |
| ウィリアム・F・ベチェル（代理）                          | 1897年        | 1897年                 |
| フランク・E・ムーア                                      | 1897年        | 1906年（任期中に死亡） |
| ハリー・B・ジーマン（代理）                              | 1906年        | 1906年                 |
| ジェームズ・C・ダルマン                                  | 1906年        | 1918年                 |
| エドワード・パーソンズ・スミス                           | 1918年        | 1921年                 |
| ジェームズ・C・ダルマン                                  | 1921年        | 1930年（任期中に死亡） |
| ジョン・H・ホプキンス（代理）                            | 1930年        | 1930年                 |
| リチャード・リー・メトカーフ（暫定市長）                 | 1930年        | 1933年                 |
| ロイ・ネイサン・トウル                                   | 1933年        | 1936年                 |
| ダン・バーナード・バトラー                               | 1936年        | 1945年                 |
| チャールズ・W・リーマン                                  | 1945年        | 1948年                 |
| グレン・C・カニンガム                                    | 1948年        | 1954年                 |
| ジョン・R・ローゼンブラット                              | 1954年        | 1961年                 |
| ジェームズ・J・ドワラク                                  | 1961年        | 1965年                 |
| アレクサンダー・V・ソレンセン                            | 1965年        | 1969年                 |
| ユージン・A・リーヒー                                    | 1969年        | 1973年                 |
| エドワード・ゾリンスキー                                 | 1973年        | 1976年（辞任）         |
| ロバート・G・カニンガム（暫定市長）                      | 1976年        | 1977年                 |
| アル・ベイズ                                             | 1977年        | 1981年                 |
| マイク・ボイル                                           | 1981          | 1987年（解任）         |
| スティーブン・H・トマーシェク・ジュニア（代理）          | 1987年        | 1987年                 |
| バーナード・R・サイモン（暫定市長）                      | 1987年        | 1988年（任期中に死亡） |
| フレッド・L・コンリー（代理）                            | 1988年        | 1988年                 |
| ウォルター・M・キャリンジャー（暫定市長）                | 1988年        | 1989年                 |
| P・J・モーガン・ジュニア                                 | 1989年        | 1994年（辞任）         |
| サビー・アンザルド（代理）                               | 1994年        | 1995年                 |
| ハル・ダウプ                                             | 1995年        | 2001年                 |
| マイク・フェイヒー                                       | 2001年        | 2009年                 |
| ジム・サトル                                             | 2009年        | 2013年6月10日          |
| ジャン・ストットハート                                   | 2013年6月10日 |                        |